# Риба-камінь
Риба-камінь (бородавчатка, лат. Synanceia verrucosa) - отруйна риба 20 см завдовжки. На спинному плавці Бородавчатки ростуть 12 жорстких й отруйних плавців. Бородавчатка живе на дні, повзаючи і добуваючи собі їжу. Ця риба ніколи не випливає на поверхню. Вона найчастіше зустрічається біля берегів тропічних морів Тихого й Індійського океанів. Її тіло бурувато-коричневого окрасу з білими смугами. Її горби нагадують бородавки, через що її і називають бородавчаткою.